# Rally México de 2009
El Rally México de 2009, oficialmente Corona Rally México - Rally of Nations se celebró en las cercanías de León, (Guanajuato) del 9 al 12 de julio y contó con un itinerario de dieciocho tramos sobre tierra, que sumaron un total de 252,48 km cronometrados.
La prueba se celebró sin ser parte del Campeonato Mundial debido al sistema de rotación implementado para esta temporada e integró un formato de puntuación colectivo llamado Rally de las Naciones (Rally of Nations), en el cual se otogaron puntos y premios monetarios a los países participantes, además de la puntuación regular otorgada a los pilotos individualmente.
Por sus características técnicas y participación internacional, la prueba fue conocida inoficialmente como una "Carrera mundialista" (WM-Lauf, en alemán). El total de premios repartidos fue de 75 mil dólares, con 50 mil para el ganador absoluto, 5 mil para el ganador del día y 500 para el ganador de cada tramo cronometrado.
La prueba individual fue ganada por el austriaco Manfred Stohl, seguido de su compatriota Andreas Aigner; el tercer lugar fue para el piloto francés Didier Auriol. En la categoría de países, el equipo español, representado por Xavi Pons y Dani Solà, ganó el primer lugar. El segundo fue ocupado por el equipo austriaco y el tercero, por el equipo francés.

## Clasificación final
| Pos.    | Piloto              | Copiloto          | Automóvil                | Tiempo    | Diferencia |         |
| General | General             | General           | General                  | General   | General    | General |
| ------- | ------------------- | ----------------- | ------------------------ | --------- | ---------- | ------- |
| 1.      | Manfred Stohl       | Ilka Minor        | Mitsubishi Lancer Evo IX | 2:57:28.7 | 0.0        |         |
| 2.      | Andreas Aigner      | Daniela Ertl      | Mitsubishi Lancer Evo IX | 2:57:43.1 | 14.4       |         |
| 3.      | Didier Auriol       | Denis Giraudet    | Mitsubishi Lancer Evo IX | 2:59:14.6 | 1:45.9     |         |
| 4.      | Xavi Pons           | Álex Haro         | Mitsubishi Lancer Evo IX | 2:59:43.3 | 2:14.6     |         |
| 5.      | Mark Wallenwein     | Stefan Kopczyk    | Subaru Impreza WRX STI   | 3:05:04.0 | 7:35.3     |         |
| 6.      | Hermann Gassner Jr. | Kathi Wüstenhagen | Mitsubishi Lancer Evo IX | 3:07:40.4 | 10:11.7    |         |
| 7.      | Dani Solá           | Óscar Sánchez     | Mitsubishi Lancer Evo IX | 3:09:02.9 | 11:34.2    |         |
| 8.      | Ricardo Triviño     | Checo Salom       | Mitsubishi Lancer Evo IX | 3:13:38.6 | 16:09.9    |         |
| 9.      | Mathew Johnson      | Christine Beavis  | Subaru Impreza WRX STI   | 3:18:53.8 | 21:25.1    |         |
| 10.     | Rodrigo Ordóñez     | Mauricio Pimentel | Mitsubishi Lancer Evo IX | 3:20:06.8 | 22:38.1    |         |
| Fuente  |                     |                   |                          |           |            |         |